# Констанс Бінні
Констанс Бінні (англ. Constance Binney; 28 червня 1896, Нью-Йорк — 15 листопада 1989, там само) — американська акторка німого кіно.

## Біографія
Голлівудська кар'єра Констанс Бінні була відносно короткою. Вона почала в зніматися в середині 1910-х років та закінчила у 1923 році. Знімалася з Джоном Беррімором у 1919 році у стрічці «Тест честі». Також знімалася і зі своєю старшою сестрою Фер Бінні у стрічці «Спортивне життя».
У 1941 році 45-річна Бінні одружилася третім шлюбом з 23-річним британським пілотом, учасником Другої світової війни Джеффрі Леонардом Чеширом. Шлюб був коротким та бездітним.
Померла в 1989 році в Квінсі, Нью-Йорк. За внесок у кіноіндустрію США удостоєна зірки на Голлівудській алеї слави.

## Фільмографія
- 1921 — Перше кохання